# 王倓 (闽国)
王倓（?—?），闽国大臣。
闽康宗王继鹏时王倓担任同平章事。他为人刚直，不畏强暴。皇叔王延羲担任左仆射，想要篡夺皇位，王倓常常和他作对。当时新罗国遣使来聘，献上宝剑，闽康宗举着给王倓看，说：“这个能干什么？”王倓说：“斩为臣不忠者。”王延羲在旁边色变，几天心绪不宁。王延羲即位为闽景宗，新罗再献剑，闽景宗想起来王倓之前的话，当时王倓已死，闽景宗追恨不已，命人打开王倓的墓，戮其尸。王倓面目如生，血流被体。听到的人都很痛心。